# Imbattable
Imbattable est une série de bande dessinée franco-belge écrite et dessinée par Pascal Jousselin, mise en couleurs par Laurence Croix, et éditée chez Dupuis. La série parait dans Spirou à partir de 2013, et a depuis été publiée en plusieurs albums.
Elle a reçu en 2017 le prix jeunesse de l'Association des critiques de bande dessinée (ACBD).

## Principe
La série est une parodie des comics américains mettant en scène un super-héros, Imbattable, dans un environnement typiquement français généralement très calme et non-violent à l'opposé des États-Unis dépeints dans les comics. L'ambiance de ces bandes dessinées est généralement bon enfant.
Le super-pouvoir d'Imbattable est de jouer sur les caractéristiques de la bande dessinée : il peut par exemple passer d'une case à une autre en dehors de la narration linéaire classique afin d'arrêter un méchant, ou même voir ce qui va se passer dans les cases qui environnent celle où il est. Il est à noter que tous les objets qu'il touche bénéficient également des pouvoirs d'Imbattable, mais uniquement tant qu'il les touche. C'est pourquoi il est « le seul véritable super-héros de bande dessinée » selon le slogan de la série.

## Personnages

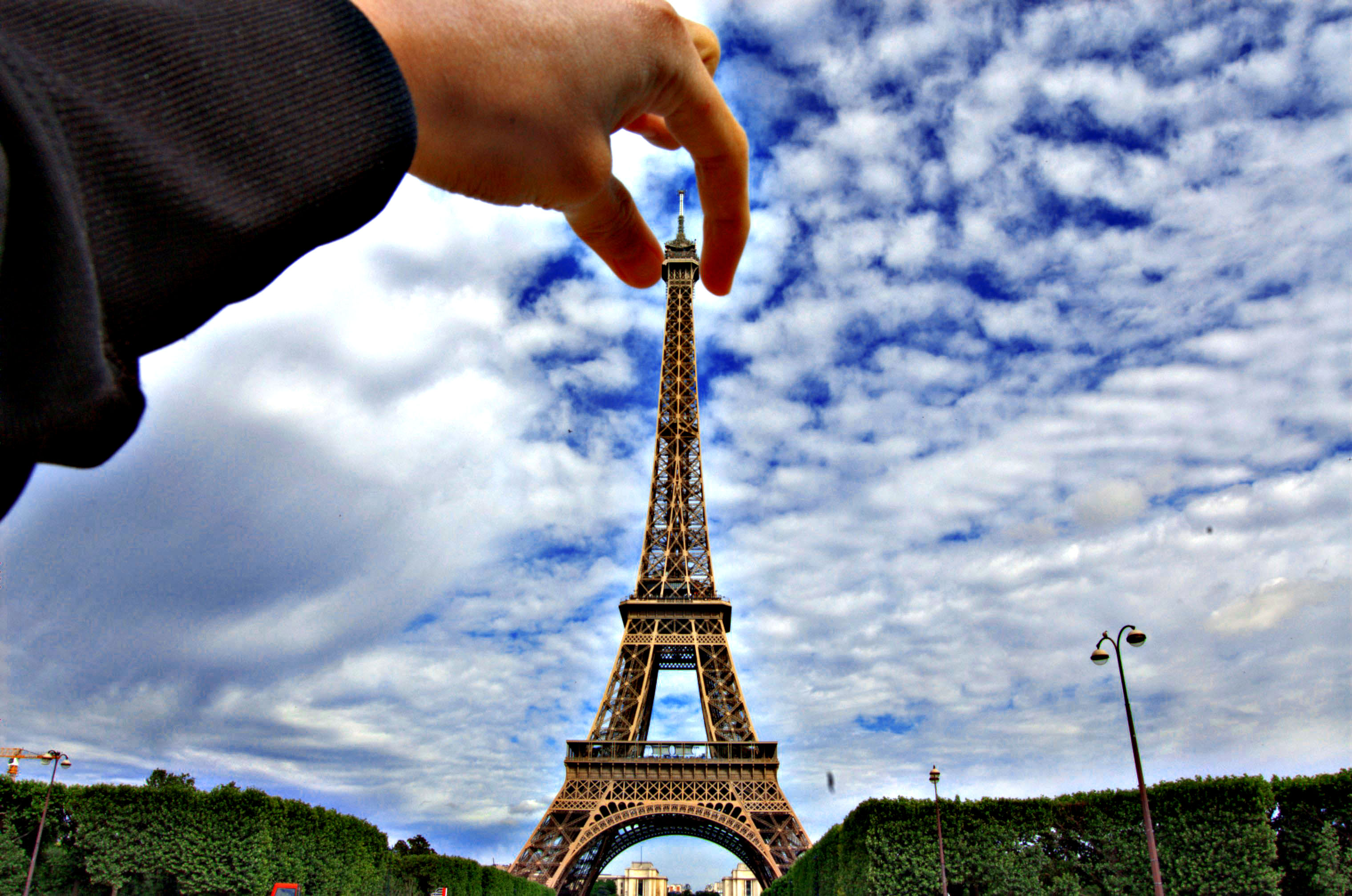
Grâce à son pouvoir, Toudi pourrait réellement saisir le haut de la Tour Eiffel comme sur cette photo.

- Grâce à son pouvoir, Toudi pourrait réellement saisir le haut de la Tour Eiffel comme sur cette photo.Imbattable : il mène une vie caractéristique d'un Français moyen idéalisé des régions du nord, entre les achats de légumes au marché, les goûters chez sa mémé et ses activités de redresseur de torts, comme le montrent les titres des tomes 1 (Justice et légumes frais) et 2 (Super-héros de proximité). Il est vêtu d'un costume jaune et noir. Sur le plastron, il est représenté des cases de bande dessinée dont celles qui sont blanches forment un I comme Imbattable. Son visage est caché par un masque.
- Le Savant fou : principal ennemi d'Imbattable, il construit de nombreuses machines pour détruire la ville ou neutraliser son ennemi, mais Imbattable arrive toujours à les détruire en utilisant son pouvoir, laissant à chaque fois le Savant Fou confus sur la façon dont il a pu y parvenir.
- Jean-Pierre : chef de la gendarmerie du village où vit Imbattable, c'est souvent lui qui appelle le héros à la rescousse en cas de problème.

- 2D-Boy (dit Toudi) : un adolescent apprenti super-héros dont le pouvoir est de jouer avec la perspective.
- Pépé Cochonnet : paisible retraité amateur de pétanque, ses bulles ont une consistance quand il est énervé.

- Le Plaisantin : un autre ennemi d'Imbattable, dont le pouvoir est de passer à travers les pages. Son nom est traduction littérale de celui du Joker.
- Chromaline : une étudiante française vivant aux États-Unis qui possède le pouvoir de la couleur : elle peut par exemple rendre toute une case monochrome ― ce qui aveugle les protagonistes ―, se rendre invisible, ou changer les couleurs des camouflages d'une armée. Elle rencontre Imbattable et ses amis alors que ces derniers ont été appelés par le président américain pour l'arrêter afin de l'utiliser comme arme.
- La factrice : afin d'optimiser sa tournée, elle a fabriqué un plastron lui permettent, en générant des vignettes spéciales au contour bleu, d'évoluer dans un rythme de temps différent de celui de la BD, en générant plus de vignettes ou moins qu'en compte le bandeau, tout en respectant la longueur de ce dernier. Ce pouvoir est perçu par les autres personnages comme de la téléportation, de l'ubiquité ou un "clignotement", ce qui suscite dans un premier temps la méfiance des habitants du village.
- Invincible : une femme qui pense être la seule à avoir des super-pouvoirs, elle contrôle la "voix" du narrateur. Elle peut donc se déplacer dans l'espace et le temps librement.

## Albums
1. Justice et légumes frais (2017) Prix Jeunesse de l'ACBD 2017[2]
2. Super-héros de proximité (2018)
3. Le Cauchemar des malfrats (2021)